# 32-га авіаційна база (Польща)
32-га база тактичної авіації (пол. 32. Baza Lotnictwa Taktycznego) — складова ВПС Польщі.
Розташована у гміні Бучек Лодзинського воєводства у центрі країни. Тут базується ескадрилья 2-го винищувального авіакрила, озброєна літаками F-16 та F-18 і F-22 Корпусу морської піхоти і ВПС США відповідно. Командувач — полковник Петр Остроух.

## Історія
32-га авіабаза є правонаступницею сформованого 1944 року у Карлівці 10-го винищувального авіаполку, який використовував Як-9. Після Другої світової авіаполк перейменували на 2-й винищувальний, кадрували і перевели до міста Нова Гута (зараз район Кракова).
На початку 1960-х 2-й ВАП розформовано, а замість нього розгорнуто 10-й авіаполк (другого формування) на фондах навчальної бази під Ласьком. Авіаполк отримав літаки МіГ-21, які після його скорочення у 2000 році до 10-ї ескадрильї тактичної авіації (ЕТА) успадкувала 32-га авіабаза.

## Сучасність
Пілоти 10-ї ЕТА брали участь у багатонаціональних навчаннях з використанням ядерної зброї у Геді-Торре (2014), щоправда, польську модифікацію F-16 було заявлено як таку, що не може використовувати ядерні боєголовки.
Орієнтовно у 2025—2026 роках Ласький аеродром стане місцем дислокації першої в історії польських ВПС ескадрильї F-35.

### Російсько-українська війна
Авіабаза стала основною для ВПС НАТО у регіоні: звідси відбувається патрулювання Балтійського моря та прикриття наземних військ розміщених у рамках програми «Небесний щит Європи».